# Carlos Isamitt
Carlos Isamitt Alarcón (født 13. marts 1887 i Rengo, død 2. juli 1974 i Santiago de Chile, Chile) var en chilensk komponist og maler.
Isamitt studerede komposition på Musikkonservatoriet i Santiago (1905) hos Humberto Allende og studerede samtidig også maleri.
Han har skrevet en symfoni, orkesterværker, kammermusik, tre balletter, fem koncerter, sange, salmer etc. Isamitts værker var inspireret af mapuche-folkemusikken i Sydamerika, et emne han også skrev bøger om mellem 1931-1937.

## Udvalgte værker
- Symfoni (1932) - for orkester
- 4 Symfoniske satser (1960) - for orkester
- Symfonisk digtning "Lautaro" (1970) - for orkester
- Harpekoncert (1957) - for harpe og kammerorkester
- 8 chilenske melodier (1918-1923) - sange